# Naglfar
Naglfar so švedska melodična black metal skupina. Skupino sta ustanovila Jens Rydén in Kristoffer Olivius, prvotno so se imenovali »Uninterred«.

## Zasedba

### Trenutna zasedba
- Andreas Nilsson - Kitara (1993- )
- Vargher (Marcus Norman) - Kitara- (2000-)
- Wrath (Kristoffer Olivius) - Bas kitara / Pevec - (1992-)
- Mattias Grahn - Bobni- (1997-)
- Morgan Lie - Bas kitara - (2005-)

### Nekdanji člani
- Morgan Hansson - Kitara- (1993-2000)
- Fredrik Degerström - Kitara- (1993-1994)
- Mattias Holmgren - Bobni- (1995)
- Ulf Andersson - Bobni- (1992-1994)
- Jens Rydén - Pevec - (1992-2005)

## Diskografija
- Stellae Trajectio - demo album - (1994)
- We Are Naglfar - Fuck You! - demo album - (1995)
- Vittra - (1995) (ponovna izdaja 2001)
- Diabolical - (1998)
- Ex Inferis [EP] - (2002)
- Sheol - (2003)
- Pariah - (2005)